# وادي كاويشان (كولومبيا البريطانية)
وادي كاويشان (بالإنجليزية: Cowichan Valley B)‏ هي مدينة كندية تقع في مقاطعة كولومبيا البريطانية. تبلغ مساحة هذه المدينة 306.2327 (كم²)، ويبلغ عدد سكانها 7562 نسمة حسب إحصاء سنة 2006 م، بينما كان يسكنها 7081 نسمة في سنة 2001 م. تحتل هذه المدينة المرتبة رقم 481 بين مدن كندا حسب عدد السكان والمرتبة رقم 66 في المقاطعة. نما عدد السكان في هذه المدينة بنسبة (6.8) بين العامين المذكورين.

## وصلات خارجية
- الأطلس الحكومي لكندا
- إحصاءات كندا مع ساعة تعداد السكان